# Gouvernement d'Irlande du Nord
Pour l’article homonyme, voir Gouvernement d'Irlande du Nord (1921–1972).
 (janvier 2022).
Si vous disposez d'ouvrages ou d'articles de référence ou si vous connaissez des sites web de qualité traitant du thème abordé ici, merci de compléter l'article en donnant les références utiles à sa vérifiabilité et en les liant à la section « Notes et références ».

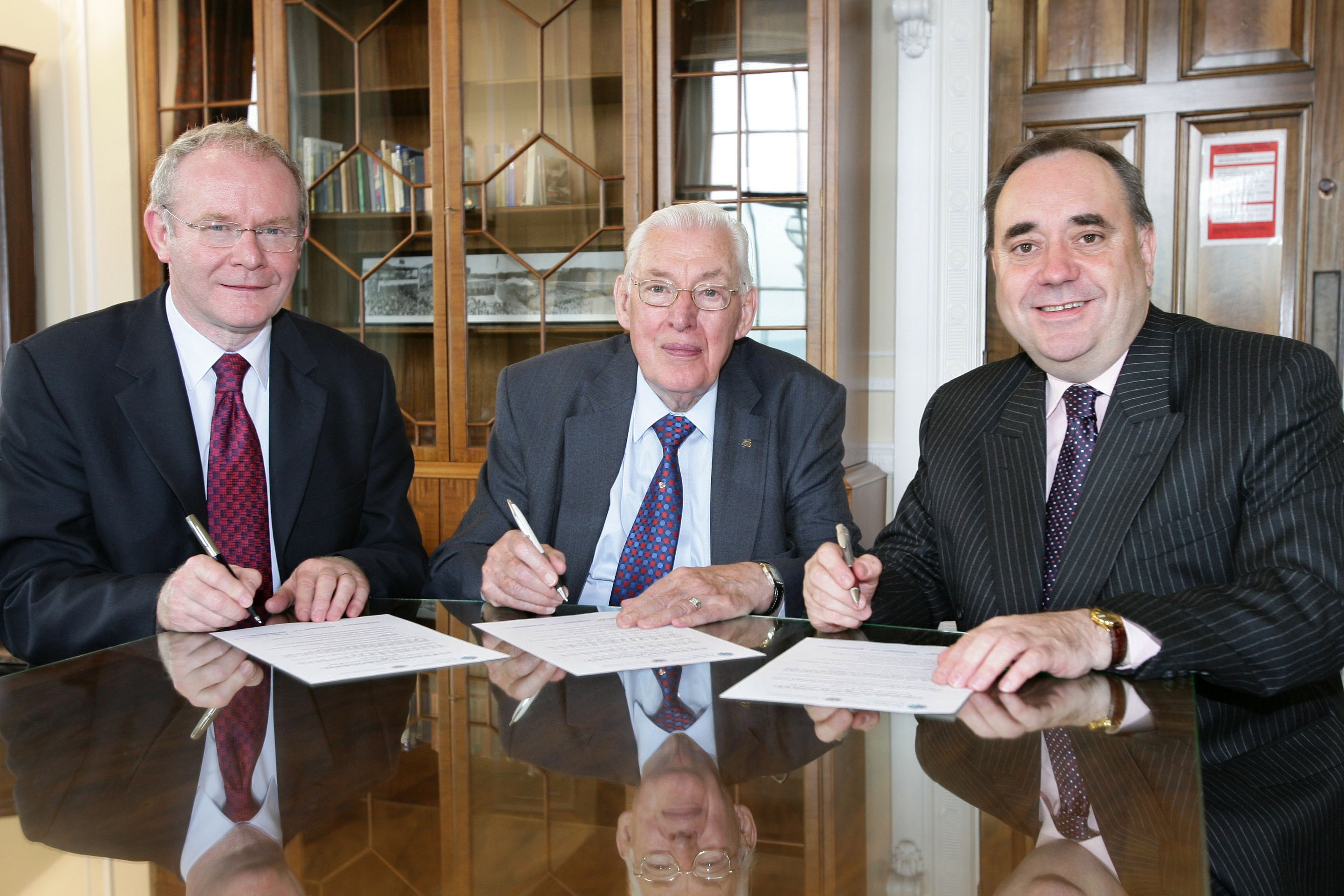
Signature d'un accord entre l'Irlande du Nord et l'Écosse en 2008

Le gouvernement d'Irlande du Nord est, de manière générale, tout organe politique qui exerce une autorité politique sur l'Irlande du Nord. Un certain nombre de systèmes de gouvernement distincts existent ou ont existé en Irlande du Nord.
L'Irlande du Nord a été reconnue comme un territoire distinct sous l'autorité de la Couronne britannique le 3 mai 1921, en vertu de la loi sur le gouvernement de l'Irlande de 1920. La nouvelle Irlande du Nord autonome a été formée de six des neuf comtés d'Ulster, soit quatre comtés à majorité unioniste (Antrim, Armagh, Down et Derry), et Fermanagh et Tyrone deux des cinq comtés d'Ulster qui avaient des majorités nationalistes. En grande partie, les unionistes, du moins dans la région du nord-est, ont soutenu sa création tandis que les nationalistes s'y sont opposés. Par la suite, le 6 décembre 1922, l'île d'Irlande devint un dominion indépendant connu sous le nom d'État libre d'Irlande, mais l'Irlande du Nord exerça immédiatement son droit de se retirer du nouveau Dominion.
Le premier gouvernement d'Irlande du Nord était le Comité exécutif du Conseil privé d'Irlande du Nord, qui a exercé cette autorité de 1922 à 1972. Un exécutif d'Irlande du Nord a été créé à la suite de la signature de l'accord de Sunningdale en 1974, tandis que l'actuel exécutif d'Irlande du Nord, sous la direction du premier ministre et du vice-premier ministre, a été créé dans l'accord de Belfast (vendredi saint) et existe par intermittence depuis 1999 jusqu'aujourd'hui. L'Irlande du Nord a également été gouvernée par des ministres relevant du secrétaire d'État à l'Irlande du Nord pendant les périodes de gouvernement direct.